# Epitoxis erythroderma
Epitoxis erythroderma là một loài bướm đêm thuộc phân họ Arctiinae, họ Erebidae.